# Plagiothecium membranosulum
Plagiothecium membranosulum är en bladmossart som beskrevs av C. Müller 1899. Plagiothecium membranosulum ingår i släktet sidenmossor, och familjen Plagiotheciaceae. Inga underarter finns listade i Catalogue of Life.